# 隆务寺

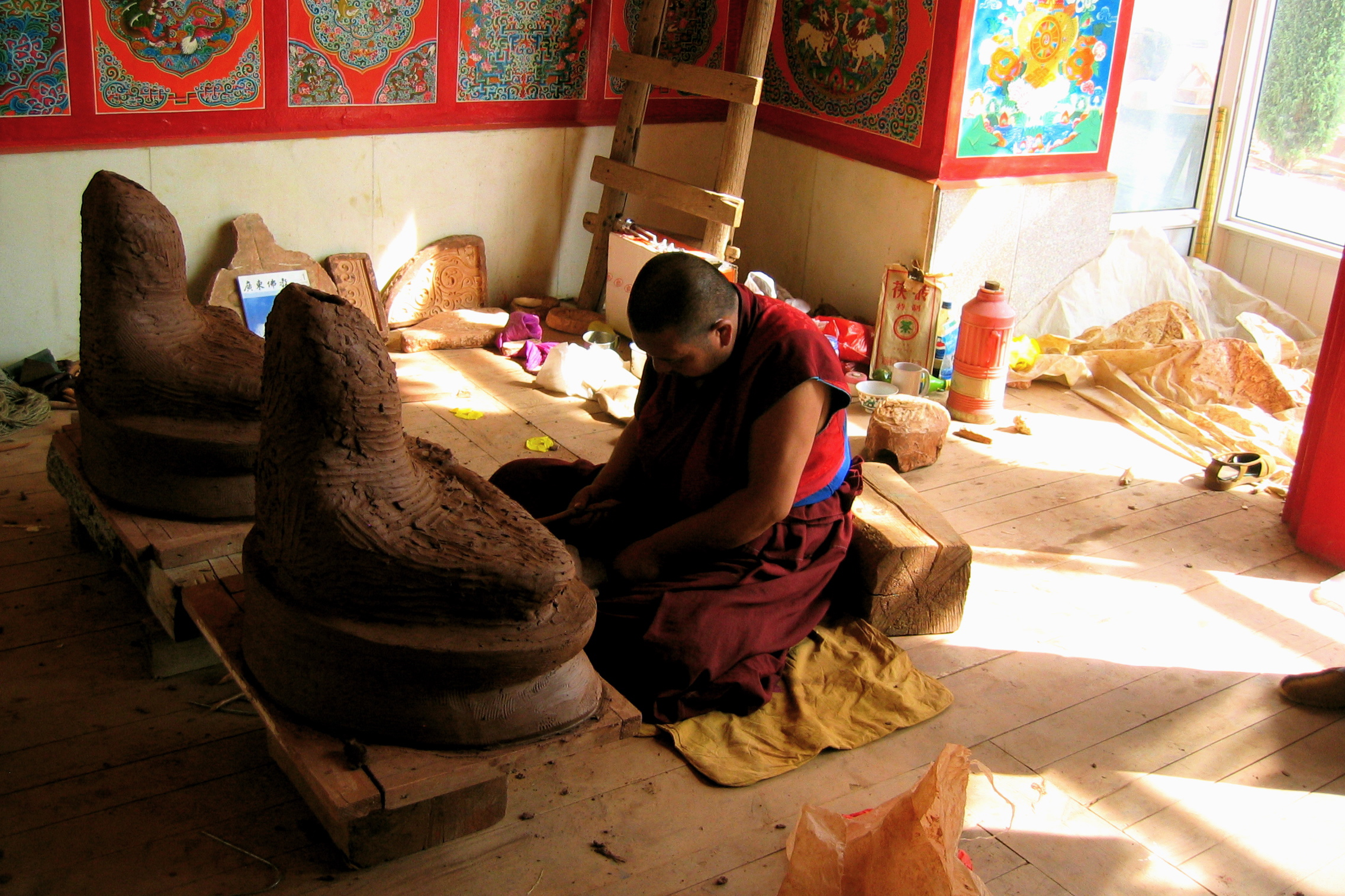
隆务寺僧人正在制作佛像

隆务寺（藏語：རོང་བོ་དགོན་ཆེན，威利转写：rong bo dgon chen），全称“隆务贡德钦却科尔林”，著名藏传佛教格鲁派寺庙，位于中国青海省黄南藏族自治州同仁市隆务镇，为安多藏区仅次于拉卜楞寺和塔尔寺的第三大寺，全国重点文物保护单位。
隆务寺原为萨迦派寺院，始建于元朝大德五年（1301年），名为“智卡贡康”，明朝宣德元年（1462年），三木旦仁钦重建隆务寺，后其弟罗哲森格继任为法台，被宣德帝封为“弘修妙悟国师”，成为当地政教合一的领袖。万历三十三年（1605年），隆务寺皈依格鲁派，再次被扩建。1622年, 明天启帝赐题“西域胜境”匾额, 掛在经堂门首。
1630年，雅杰蔼丹嘉措成为隆务寺法台，多有建树，后被认为是三木旦仁钦转世，成为一世夏日仓呼图克图活佛，下属有黄南地区昂锁，称“额尔德尼昂锁”，下辖十二部族，占地约为今日同仁市和泽库县。经历辈夏日仓活佛不断扩充，隆务寺成为安多三大寺之一，下辖十八座子寺。根据1958年统计，隆务寺寺院占地面积380亩，周边耕地1000亩，园林300亩，寺内有大小殿堂35座1730间，活佛府邸43府4201间，僧舍303院2734间，共有僧侣1712人，其中活佛43名。隆务寺辖区人口6926户，32509人。
1959年后隆务寺屡遭破坏，特别是在文化大革命中受到很大冲击，1980年后经修复重新开放，现有佛堂7座，活佛府邸6座，僧舍300余间，僧人300余名。寺内还设有十世班禅额尔德尼·确吉坚赞行宫。